# دافيدي زاباكوستا
دافيدي زاباكوستا (Davide Zappacosta) (11 يونيو 1992 في إيطاليا - )؛ هو لاعب كرة قدم كان يلعب كمدافع. يلعب مع منتخب إيطاليا لكرة القدم منذ عام 2016. يلعب حاليًا لصالح نادي أتالانتا في الدوري الإيطالي.

## وصلات خارجية
- دافيدي زاباكوستا على موقع الاتحاد الأوربي (الإنجليزية)
- دافيدي زاباكوستا على موقع قاعدة بيانات كرة القدم.إي يو (الإنجليزية)
- دافيدي زاباكوستا على موقع ليكيب (الفرنسية)
- دافيدي زاباكوستا على موقع ناشيونال فوتبول تيمز (الإنجليزية)
- دافيدي زاباكوستا على موقع Soccerbase.com (لاعب) (الإنجليزية)
- دافيدي زاباكوستا على موقع Soccerway.com (الإنجليزية)
- دافيدي زاباكوستا على موقع عالم كرة القدم.نت (الإنجليزية)
- دافيدي زاباكوستا على موقع AS.com (الإسبانية)